# Anabarhynchus striatus
Anabarhynchus striatus är en tvåvingeart som beskrevs av Lyneborg 2001. Anabarhynchus striatus ingår i släktet Anabarhynchus och familjen stilettflugor. Inga underarter finns listade i Catalogue of Life.